# Philipp Victor Pauli
Philipp Victor Pauli (* 26. Februar  1836 in Oggersheim; † 20. August 1920 in Bensheim) war ein deutscher Chemiker, Gründer chemischer Werke und Vorstandsmitglied der Farbwerke Hoechst.
Der promovierte Chemiker war in erster Ehe verheiratet in mit Laura Katharina Forster und hatte mit ihr drei Kinder. In der zweiten Ehe war er mit Ida Felicitas Forster verbunden.

## Herkunft und Kindheit
Philipp Victor Pauli wurde am 26. Februar 1836 in Oggersheim als Sohn des dortigen Rentmeisters Philipp Heinrich Josef Pauli (1793–1881) und Johanna Maria Katharina König (1812–1849), Tochter des dortigen Postmeisters, geboren. Er besuchte am Ort die Volksschule, dann 1847 die königliche Lateinschule in Frankenthal und zuletzt die Königliche Kreis-Landwirtschafts- und Gewerbeschule Kaiserslautern für den bayerischen Rheinkreis, die er 1855 abschloss. 

## Studium und Berufserfahrung
Pauli studierte Chemie in Gießen und Heidelberg und beendete das Studium 1858. Zunächst zog er nach Frankreich, wo er ein Jahr in Roubaix als Färbergeselle arbeitete. In Manchester arbeitete Pauli darauf in einem Versuchslaboratorium und war von 1860 bis 1863 Leiter der Sodafabrik United Alkali & Co in St. Helens bei Liverpool. „Ein günstiges Angebot führte ihn für kurze Zeit wieder nach Frankreich zu einer großen Chemischen Fabrik Kuhlmann & co in Lille“. 

## Unternehmer und Vorstand chemischer Werke
1865 kehrte Philipp Pauli nach Deutschland zurück und trat in Ziegelhausen bei Heidelberg, als Leiter und dann Eigentümer in einer Salpetersiederrei ein. 1871 baute Pauli eine neue Chemische Fabrik in Mannheim-Rheinau auf, wo er bis 1881 im Vorstand der Fabrikgesellschaft war. Ab 1880/1881 baute Pauli in Frankfurt bei den Farbenwerken Höchst die Säurefabrik auf und war von 1883 bis 1899 Vorstandsmitglied.
Pauli war über seinen Studienkollegen Carl Schorlemmer (1834–1892) mit Friedrich Engels (1820–1895) befreundet und die Familien stand u. a. durch Briefe in engem Kontakt. In Aschaffenburg-Nilkeim besaß Pauli seit 1892 ein Hofgut, wo er Brunnen, Pumpstation, Ökonomiegebäude und auch die Wohnhäuser für die Arbeiter herrichten ließ. Seinen Lebensabend verbrachte Pauli in Bensheim, wo er 1920 starb.